# Kozsevnyikov-mirigy
A Kozsevnyikov-mirigy a méhek fullánkja közelében található. Riasztó feromonokat termel, melyeket a méh csípéskor bocsát ki, és ez más méheket is odavonz.
A feromon mintegy 40 kis molekulájú vegyületből áll, pl. izoamil-acetát, butil-acetát, n-butanol.
Riasztó feromon – 2-heptanon – termelődik még a méhek állkapocsmirigyében is.

## Fordítás
Ez a szócikk részben vagy egészben  a   Koschevnikov_gland című angol Wikipédia-szócikk fordításán alapul.  Az eredeti cikk szerkesztőit annak laptörténete sorolja fel. Ez a jelzés csupán a megfogalmazás eredetét és a szerzői jogokat jelzi, nem szolgál a cikkben szereplő információk forrásmegjelöléseként.
Ez a szócikk részben vagy egészben  a   Honey_bee_pheromones című angol Wikipédia-szócikk fordításán alapul.  Az eredeti cikk szerkesztőit annak laptörténete sorolja fel. Ez a jelzés csupán a megfogalmazás eredetét és a szerzői jogokat jelzi, nem szolgál a cikkben szereplő információk forrásmegjelöléseként.